# Société des chemins de fer Léopoldville-Katanga-Dilolo
La Société des chemins de fer Léopoldville-Katanga-Dilolo (LKD) est une entreprise ferroviaire belge créée en 1927 pour établir un réseau de chemin de fer au Congo. En 1952 elle est intégrée dans la fusion qui donne naissance à la  Compagnie de chemin de fer du Katanga-Dilolo-Léopolville (KDL).

## Histoire
La Société des chemins de fer Léopoldville-Katanga-Dilolo (LKD)  est fondée en 1927 à Bruxelles pour construire et exploiter un réseau de chemin de fer  au Congo belge.
Elle fusionne en 1952 avec la Compagnie de chemin de fer du Katanga (CFK) pour créer la Compagnie de chemin de fer du Katanga-Dilolo-Léopolville (KDL)

## Les lignes
- Dilolo - Tenke, (529,9 km)

Dilolo - Kasaji, (137,6 km), ouverture le 1er juin 1930,
Kasaji - Manika, (296,3 km), ouverture le 10 mars 1931,
Manika - Divuma – Tenke ,  (86,0 km), ouverture le 26 avril 1931,
- Divuma – Mines de Kisenge, (29,4 km), ouverture en 1931,embranchement sur la précédente